# Metachrostis caliginata
Metachrostis caliginata är en fjärilsart som beskrevs av Treitschke 1828. Metachrostis caliginata ingår i släktet Metachrostis och familjen nattflyn. Inga underarter finns listade i Catalogue of Life.